# گلوتاریمید
گلوتاریمید (به انگلیسی: Glutarimide) با فرمول شیمیایی C5H7NO2 یک ترکیب شیمیایی با شناسه پاب‌کم 7298 است. که جرم مولی آن ۱۱۳٫۱۱ گرم بر مول می‌باشد. 